# Circondario di Asiago
Il circondario di Asiago era uno dei circondari in cui era suddivisa la provincia di Vicenza.

## Storia
Il circondario di Asiago fu istituito nel 1912, succedendo all'omonimo distretto.
Venne soppresso nel 1926 e il territorio assegnato al circondario di Vicenza.

## Suddivisione
Il circondario, composto da un unico distretto omonimo, comprendeva i comuni di Asiago, Enego, Foza, Gallio, Lusiana, Roana, Rotzo e Treschè Conca.